# Markus Grosskopf

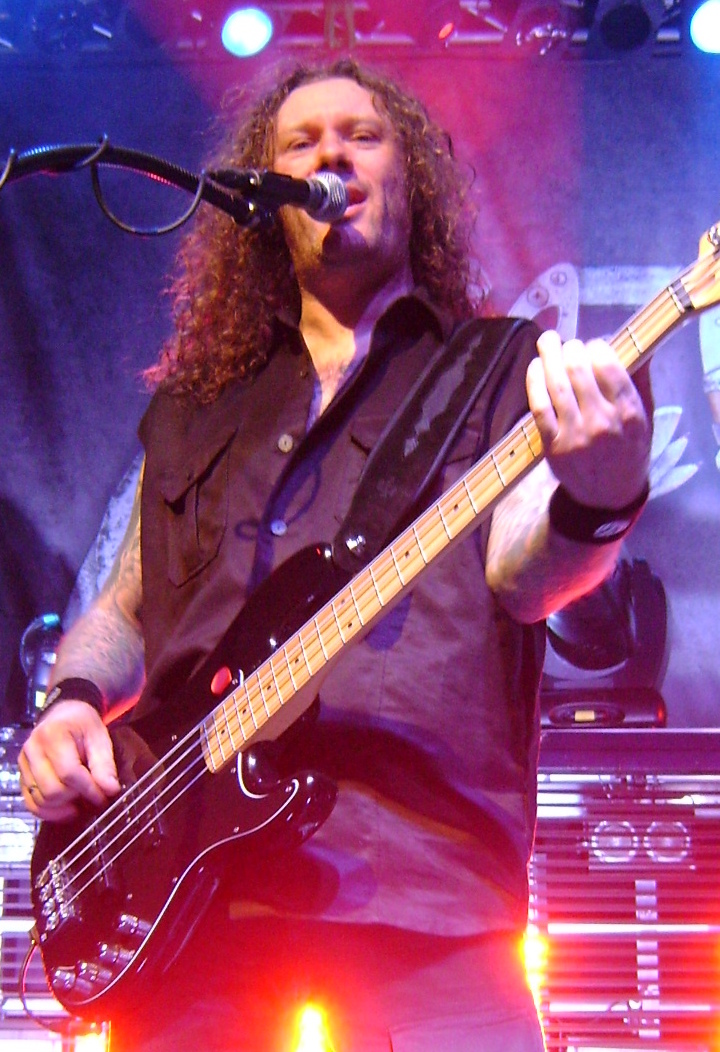
Markus Grosskopf live mit Helloween, 2010

Markus Grosskopf  (* 21. September 1965 in Hamburg) ist ein deutscher Power- und Speed-Metal-Musiker sowie Mitbegründer der Band Helloween.

## Leben und Wirken
Neben Michael Weikath und Kai Hansen ist Markus Grosskopf das letzte verbliebene Gründungsmitglied der aus Hamburg stammenden Power- und Speed-Metal-Band Helloween, welche als eine der erfolgreichsten Metalbands Deutschlands gilt. Nachdem er schon als Kind in mehreren weniger erfolgreichen Bands gespielt hatte, traf er 1983 während seiner Ausbildung zum Fleischer auf Michael Weikath und Kai Hansen, welche mit Mitgliedern ihrer ehemaligen Bands gerade dabei waren, Helloween zu formieren. Grosskopf hat bis jetzt auf jeder Veröffentlichung der Band mitgewirkt, sich jedoch im Vergleich zu den anderen Bandmitgliedern relativ selten als Songwriter betätigt.
Grosskopfs erstes Nebenprojekt zu Helloween war die Gruppe Shock Machine, in der er Bass und Rhythmusgitarre spielte. Die Band brachte 1998 ihr erstes Album heraus. Außerdem spielte er auf den ersten zwei Alben von Tobias Sammets Projekt Avantasia den Bass. Bei seinem experimentellen Nebenprojekt Bassinvaders verzichtet Grosskopf auf jegliche sechssaitige Gitarren elektrischer und akustischer Art.

## Musikalischer Stil
Grosskopf selbst nennt Deep Purple, Rainbow, Thin Lizzy, Kiss und UFO als seine musikalischen Einflüsse. Er spielt vor allem Bässe der Marke Sandberg.

## Diskografie

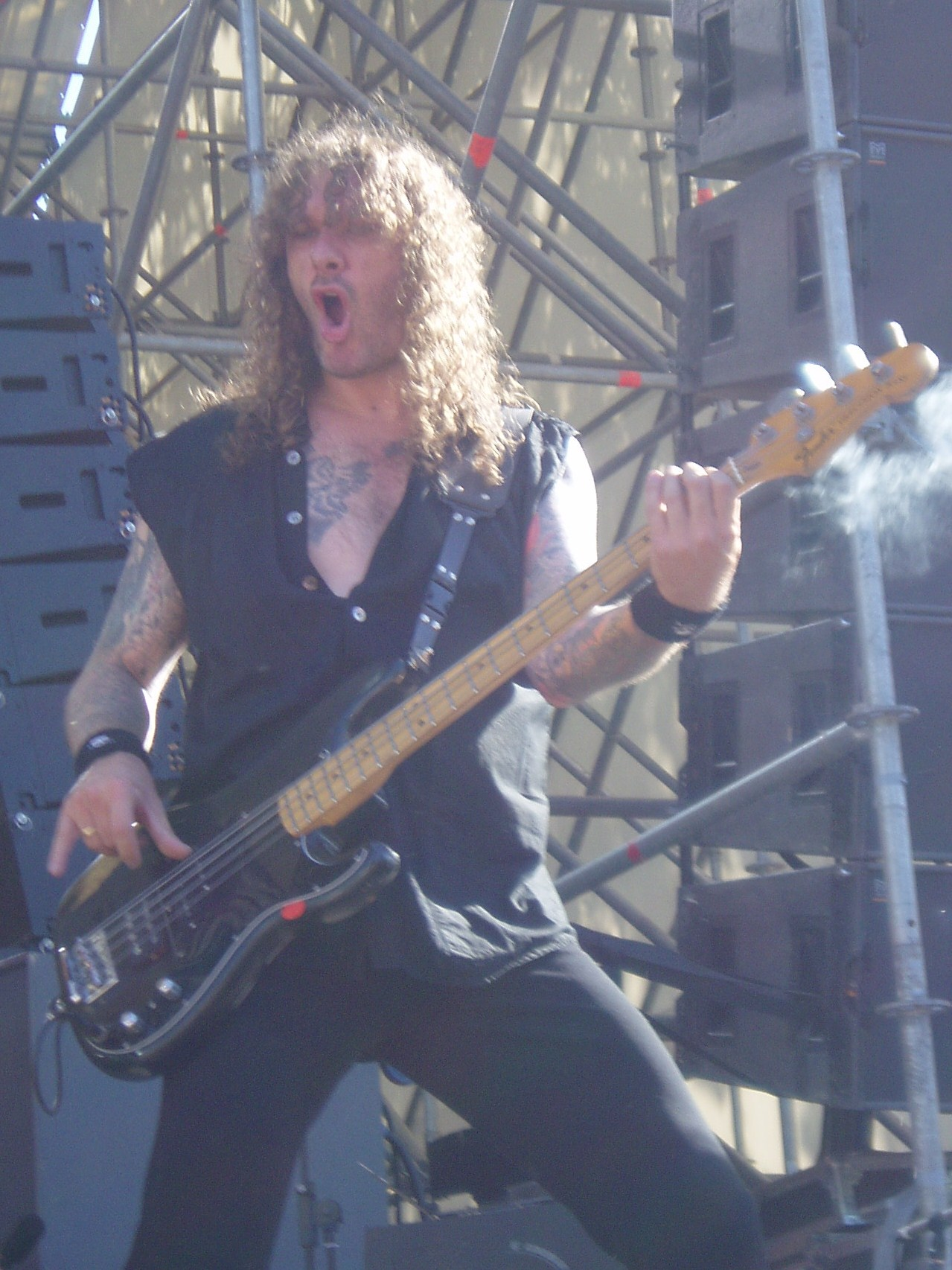
Markus Grosskopf, 2006

### Alben

#### Helloween
- 1985: Walls of Jericho
- 1987: Keeper of the Seven Keys Part 1
- 1988: Keeper of the Seven Keys Part 2
- 1991: Pink Bubbles Go Ape
- 1993: Chameleon
- 1994: Master of the Rings
- 1996: The Time of the Oath
- 1998: Better Than Raw
- 2000: The Dark Ride
- 2003: Rabbit Don’t Come Easy
- 2005: Keeper of the Seven Keys – The Legacy
- 2007: Gambling with the Devil
- 2010: Unarmed – Best of 25th Anniversary
- 2010: 7 Sinners
- 2013: Straight Out of Hell
- 2015: My God-Given Right
- 2021: Helloween

#### Shock Machine
- 1999: Shock Machine

#### Bassinvaders
- 2008: Hellbassbeaters

#### Avantasia
- 2001: The Metal Opera
- 2002: The Metal Opera Pt. II

#### Roland Grapow
- 1997: The Four Seasons of Life

### Als Gast

#### Stormwarrior
- 2002: StormWarrior von Stormwarrior

#### Andi Deris
- 1997: Come in from the Rain von Andi Deris

Rocket Beans TV
- 2021: zu Gast bei Metalgelöt